# El Figueró i Montmany
El Figueró i Montmany, oficialment escrit Figaró-Montmany, és un municipi de la comarca del Vallès Oriental.
Està format per l'actual poble del Figueró, evolució moderna d'un antic hostal a peu del camí ral creat per la família Figaró (d'aquí el nom del poble), per l'antic poble (quasi del tot despoblat actualment) de Montmany o Montmany de Puiggraciós i els veïnats rurals de Vallcàrquera i Sant Cristòfol de Monteugues.
Al poble encara podem trobar antics edificis com l'Hostalet de la Merceria (del segle xii), el modernista edifici de l'Hotel Congost (segle xx), el castell del Rubinat (XIX) o l'església de Sant Rafael i Santa Anna (segle xix).
Actualment, s'ha iniciat un pla de recuperació d'espais com el de la font dels Gitanos, de la Noguera Punxeguda, itinerari dels arbres a la riera de Vallcàrquera...

## El nom del municipi
Anomenat abans Montmany de Puiggraciós, o simplement Montmany, va canviar el 1985 a Montmany-Figaró i, el 1994, al nom oficial actual de Figaró-Montmany.
L'any 1313 es documenta per primer cop el lloc "a Figer", on vivia la concubina del rector de Monteugues. El nom del lloc fa referència a la presència d'arbres fruiters que hi havia als horts del vessant occidental del Montseny i que van donar lloc al nom del "mas Figueró" i tot el barri. El mas Figueró es documenta per primera vegada l'any 1371 i el 1557 ja trobem configurat el primitiu "vicionatus del Figueró".
L'Institut d'Estudis Catalans (IEC) defensa que la forma correcta pel nom del municipi ha de ser "el Figueró i Montmany". Per aquest motiu, l'any 2004 es va celebrar una consulta popular al municipi, en la qual es va decidir continuar amb el nom utilitzat fins a aquell moment. Consegüentment, el nom oficial del municipi continua essent "Figaró-Montmany" i així consta al Nomenclàtor oficial de toponímia major de Catalunya. No obstant això, el nom del municipi apareix en aquest nomenclàtor amb l'asterisc que l'IEC atorga als topònims que no són correctes i que aconsella canviar. Es tracta, doncs, d'un topònim sense normalitzar, herència de la situació desfavorable a la llengua catalana de diversos moments de la història. En la llista de noms dels municipis catalans del 1980, el nom aprovat és, simplement, el Figueró.

## Geografia
- Llista de topònims de Figaró-Montmany (orografia: muntanyes, serres, collades, indrets...; hidrografia: rius, fonts...; edificis: cases, masies, esglésies, etc.).

Està situat al nord de la comarca, ja al límit amb Osona (Sant Martí de Centelles). Al Vallès Oriental només Tagamanent és més al nord. Al sud-est limita també amb Cànoves i Samalús, al sud amb la Garriga, al sud-oest amb l'Ametlla del Vallès, a ponent, amb Bigues i Riells del Fai i al nord-oest, amb Sant Quirze Safaja.
Formen part del municipi les valls de Sant Cristòfol de Monteugues on es troba edificada l'ermita romànica d'aquest nom, i la vall de la riera de Vallcàrquera, on podem trobar l'antiga ermita romànica de Sant Pere de Vallcàrquera i l'antiga rectoria (avui escola de natura).
Termes municipals limítrofs:
| Sant Martí de Centelles i Sant Quirze Safaja | Tagamanent | Tagamanent        |
| Bigues i Riells del Fai i Sant Quirze Safaja |            |                   |
| L'Ametlla del Vallès                         | La Garriga | Cànoves i Samalús |

## Castell de Montmany
El topònim Montmany significa "muntanya gran", el nom antic del Puiggraciós. Al turó de Puiggraciós hi va haver un poblat ibèric. Pel Congost passava l'antiga via romana que anava a Ausa (Vic) des de Granularius (Granollers).
El castell de Montmany està situat en un turó que forma un dels contraforts de llevant dels cingles de Bertí. La seva visió arriba fins al mar i la ciutat de Barcelona. El recinte del castell és petit i s'adapta al terreny. És una construcció de planta rectangular, en la qual resten sencers els murs est i nord.
Pujant cap al pla de la batalla i anant a cercar la Roca Centella, es troba una curiosa pedra que ha donat nom a la muntanya. És una pedra de color blanc i que porta esculpits un escut barrat i la llegenda Montmany.

## Demografia

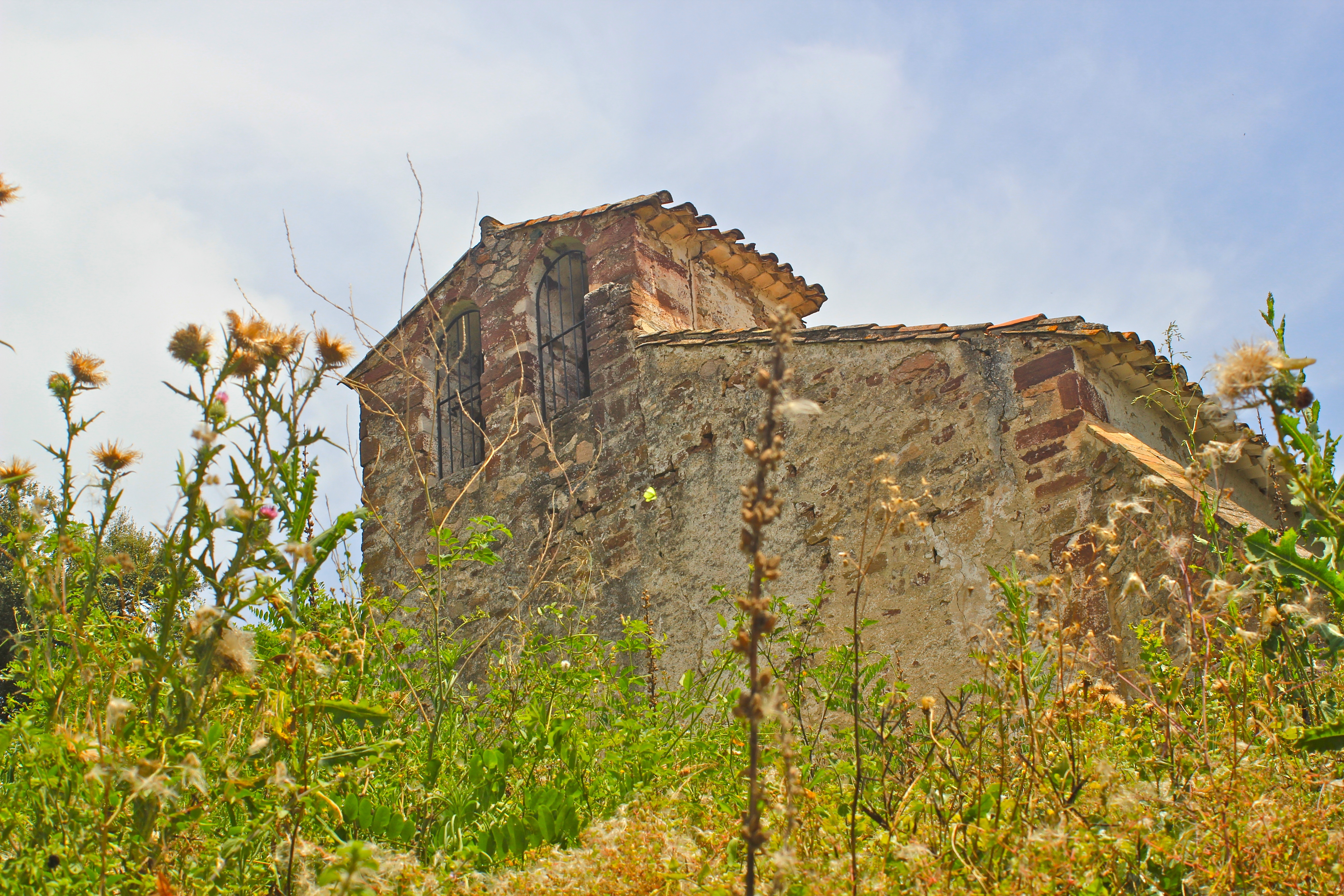
Església romànica de Sant Cristòfol de Monteugues

| 1497 f | 1515 f | 1553 f | 1717 | 1787 | 1857 | 1877 | 1887 | 1900 | 1910 |
| ------ | ------ | ------ | ---- | ---- | ---- | ---- | ---- | ---- | ---- |
| 24     | 27     | 29     | 473  | 393  | 676  | 563  | 379  | 402  | 410  |

| 1920 | 1930 | 1940 | 1950 | 1960 | 1970 | 1981 | 1990 | 1992 | 1994 |
| ---- | ---- | ---- | ---- | ---- | ---- | ---- | ---- | ---- | ---- |
| 417  | 463  | 519  | 541  | 579  | 732  | 632  | 614  | 640  | 640  |

| 1996 | 1998 | 2000 | 2002 | 2004 | 2006  | 2008  | 2010  | 2012  | 2014  |
| ---- | ---- | ---- | ---- | ---- | ----- | ----- | ----- | ----- | ----- |
| 763  | 777  | 825  | 901  | 993  | 1.019 | 1.045 | 1.083 | 1.103 | 1.096 |

| 2016  | 2018  | 2020  | 2022  | 2024  | 2026 | 2028 | 2030 | 2032 | 2034 |
| ----- | ----- | ----- | ----- | ----- | ---- | ---- | ---- | ---- | ---- |
| 1.092 | 1.109 | 1.142 | 1.108 | 1.188 | -    | -    | -    | -    | -    |